# 易謨
易謨（1472年—？），字嘉言，河南汝寧府光州固始縣人，民籍，明朝政治人物。

## 生平
河南鄉試第五十三名舉人。弘治十八年（1505年）中式乙丑科會試第二百四十四名，三甲第二十二名進士。知陆、曹二县，升绛州知州，以礼法自守，不事威严，藩国自戢。迁重庆知府，卒后绛人思之，延祀名宦。

## 家族
曾祖易緯，判官；祖父易泰；父易麟，監生。母鄧氏。具庆下。